# Iulianus (Africa)
Iulianus war ein römischer Usurpator in Nordafrika gegen Maximian (ca. 296/297).
Der Statthalter von Mauretania Caesariensis, Aurelius Litua, führte zwischen 290 und 293 Krieg gegen mehrere maurische Stämme, darunter die Quinquegentanei („Fünfvölker“). 296 oder 297 wurde Iulianus, über den sonst nichts weiter bekannt ist, in Africa zum Gegenkaiser ausgerufen. Ungewiss ist, ob sich der Usurpator auf die Aufständischen stützte oder aber zu deren Abwehr erhoben wurde. Maximian erschien persönlich und warf die Gegner im Sommer 297 nieder, Iulianus nahm sich das Leben. In der Folge verstärkte der Kaiser die Limesanlagen gegen die Berber und baute Karthago weiter aus.